# 关沙遗址
关沙遗址，位于中国青海省化隆县昂思多乡关沙村，为青海省市县级文物保护单位，公布日期为1986年12月8日，类型为古遗址。
关沙遗址的历史年代为青铜时代。